# 鈴木筆太郎
鈴木 筆太郎（すずき ふでたろう、1865年 - 1945年）は、大正新教育運動の時代の小学校教師・小学校校長で、小学校低学年での計算指導方法として、水道方式のタイルに似た「正方形のマス」で10進法の位取りを教える方法を考案し、その有効性を確かめた。筆太郎は1907年に「別子教数器」という教具を公表した。筆太郎はその教具で実験授業を行い、その確実な効果を実証した。筆太郎は厚紙で作った1辺5 cmの正方形で1を表し、5枚2列の10個の正方形をならべたものを「10の長方形」としてひとまとまりにするという方法で十進位取りを教えた。

## 概要

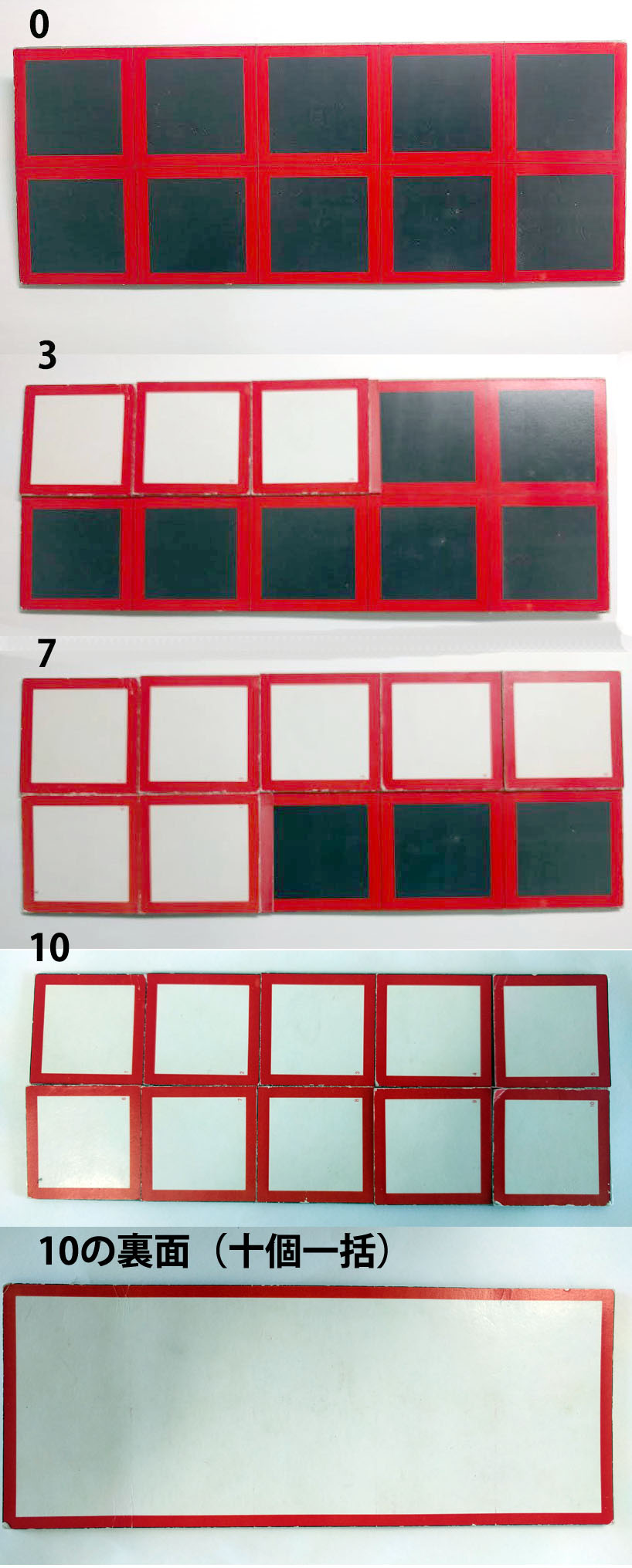
鈴木筆太郎が1907年に考案した算数教具。「折りたたみ教数盤」を小野健司が復元したもの。5個ずつ2段になっている。黒い面を児童に見せる。裏面は白くなっている。そこから裏に折ってある白い正方形を黒い面に出して1 - 10を数える。10を裏返すと一つの白い長方形となり，「10でひとまとまり」という位取りをイメージさせる。

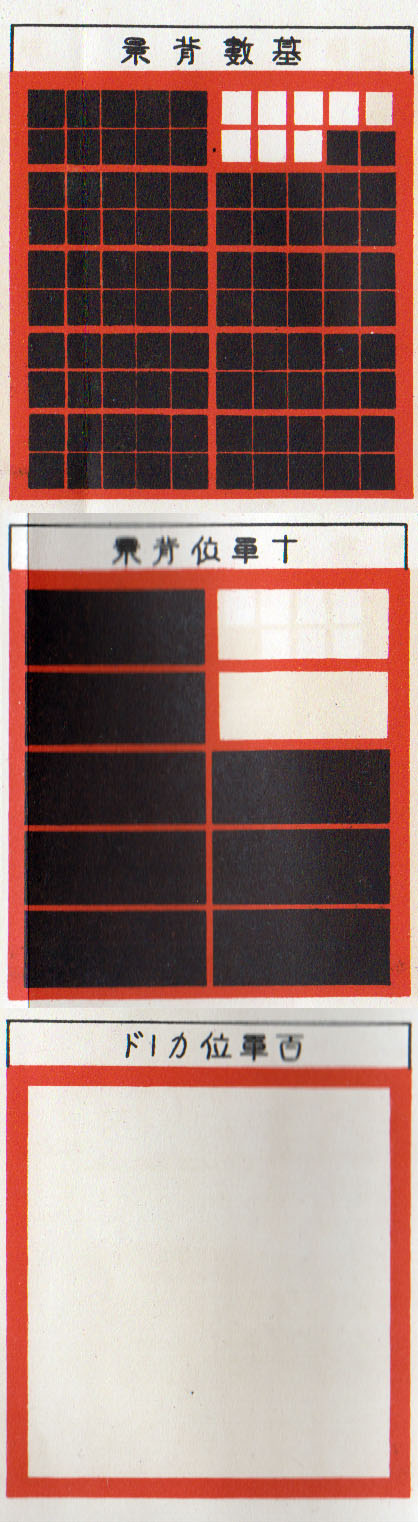
鈴木筆太郎が考案した「十進系統図」。1927年。

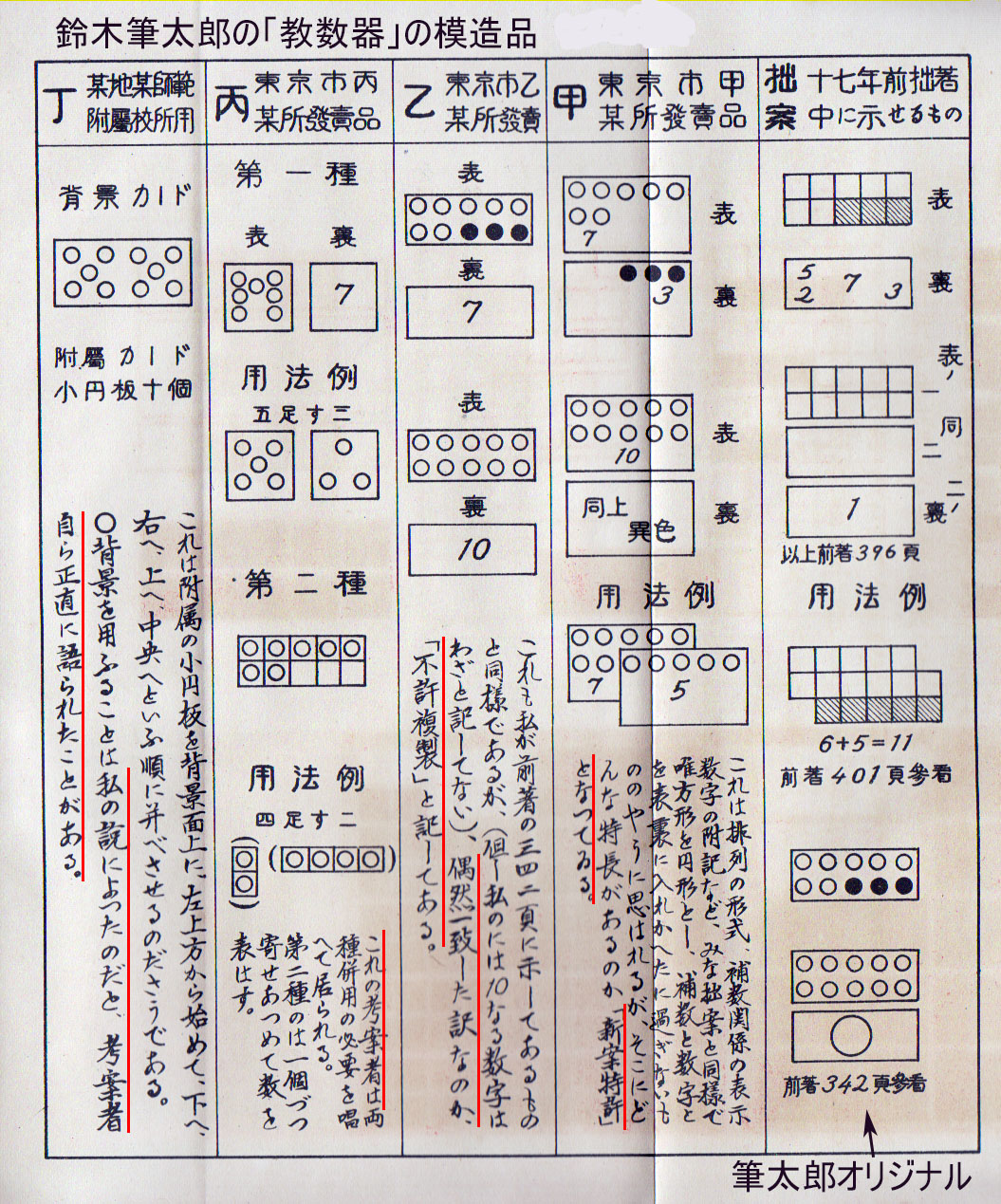
鈴木筆太郎が考案した十進法の教授方法をいい加減に模造したもの。いずれも筆太郎のプライオリティを無視した教員たちが作ったもの。1927年。

### 小学校長を歴任
鈴木筆太郎は慶応元年に愛媛県の農家に生まれた。若い頃のことはよく分かっていないが、ある宗教学校で仏教について学んだという。また、盛んに読書をして漢文の本をたくさん読んだという1885年（明治18年）20歳の時、村の簡易小学校の手伝いに出て、その後教員免許試験に合格して小学校の教師となり、まもなく結婚した。27歳の時に上分小学校の校長になり、1895年（明治28年）に30歳で川之江尋常高等小学校の校長となった。筆太郎が校長になった当時の高等小学校は学齢人口に対して4%ぐらいしか卒業生がいない学校で、地方のエリートが通う学校だった。

### タイルを使った教具の発明
鈴木筆太郎は1897年(明治30年)に別子尋常高等小学校の校長に赴任した。筆太郎は小学校で教師達が「算術の授業がうまくいかない」と嘆いているのを聞いて、1905年頃(明治38年)から算術教育の研究に打ち込むようになった。そして「正方形を使って〈数と数字の位取り〉を教える教具」を発明し、「別子教数器（べっしきょうすうき）」と名付けて、1907年から『愛媛教育雑誌』に立て続けに論文を発表した。筆太郎は「初歩の算術は〈基数の定理〉と〈十進法〉のふたつを理解させることができれば、決して困難なものではない」と考えた。筆太郎の教具はどれも「10を大事にする」ものだった。
さらに筆太郎は別子教数器を簡略化した教具「折畳教数盤（おりたたみきょうすうばん）」を考案した。筆太郎の教具は「□□□□□×2段」で「一つの大きな10マスの長方形」となるようにできていた。この「□が10個集まった大きな長方形」は裏返すと「ひとつの大きな白い長方形」に見えるように作ってあり、筆太郎はこの教具で「〈下位の10個〉を〈上位の1個〉にまとめること」を「十個一括」と呼んだ。このように「下位の10個」と「上位の1個」が等しいということを直感させて位取りの仕組みを理解させようとした。逆に「上の位の一個」を「下の位の10個」に分割する操作も教具を使って直感的に理解させ、「一個十割」と呼んだ。また「十進系統図」という教具を使って「各単位の一個が、下の単位の10倍、あるいは100倍になっている」ということも教えた。
また，筆太郎の教具は「黒い背景に白い正方形を出す」ようになっていたため、「黒の背景」と「白の正方形」の関係が直感的に分かる仕組みになっていた。たとえば「1，2，3」と数えると「□■■■■」「□□■■■」「□□□■■」と子どもたちには見える。筆太郎はこのようにして白い正方形を数えていくと、背景の「黒い正方形」が子どもたちに自然に意識されるようになるとした。たとえば「3」では「□□□＝3」と「■■＝2」が意識される。そこで「3＋2＝5」や「5-2＝3」のような、水道方式の素過程に相当する計算が子どもたちに自然に理解できるようになった。筆太郎はこの教具を使った授業プランを作った。

### 「0」の重視
筆太郎は「〈十〉や〈一〉の位が空位の時は〈レイ＝0〉という言葉を添えて唱えるといい」とも主張し、〈70〉を唱えるときには「ナナ〈十〉、レイ」、100を唱えるときには「（イチ）〈百〉、レイ、レイ」とすると教えた。これは「最初のうちは子ども達が直感している通りに、数を唱えさせると良い」という理由からであった。

### 実験結果に基づく結果の公表
筆太郎は「計算問題のテストをしてクラス平均が80点以上あれば、その授業は成功だ。60点以下だったら教え方に問題がある」という基準を設けて実験授業の前後で平均点を比べる実験をした。その結果従来の方法で教えたときには平均45点だったが、筆太郎の授業プランで教えた結果は平均82点だった。1910年（明治43年）に筆太郎はその授業実践の結果を私家版の冊子にまとめて発表した。そして澤柳政太郎など、当時の教育界で著名な教育学者や数学者に送り高い評価を得た。
筆太郎の別子小学校には授業の視察に来るものもあり、筆太郎の教具は5年間で十数府県にまで行き渡ったという。しかしそれ以上の広がりにはならず、彼は「良いものだからといって、必ずしも歓迎されるものではないということを知りました」と書いている。
その後、1916年(大正5年)に私立住友東平（とうなる）尋常高等小学校の校長になり、そこでも算術の授業を受け持ち1年生の学年末の平均点は90点以上あった。同じ学力調査を他の学校でも行ったところ，筆太郎が教えた東平小学校が一番成績が良いということも分かった。
筆太郎は「どこの学校にもせよ、いやしくも真に教育に興味を持って実験的に研究してみたいという教員があるならば、そういう人に対しては、申し合わせとか内規とかいうもので束縛しないで、その学級の経営だけは、その人の自由に任せてやってもらいたい」と「教師の教育研究の自由」も訴えた。

### 退職後の普及活動
1925年（大正14年）に筆太郎は60歳で退職し、その後は自分の教具と授業プランの普及に力を入れた。筆太郎は1927年（昭和2年）に研究成果をまとめて『低学年算術新教授法案』を出版した。また、講習会も開いて、別子教数器とそれを使った授業プランを教えることもした。その結果、筆太郎の授業プランを実施する学校が数校現れたという。
彼は松山市内に「十一堂」という店を作って教具の安定供給も行った。1929年には少数だが台湾、朝鮮、北海道までポツポツと実践するものが現れた。

### 筆太郎のプライオリティは尊重されなかった
鈴木筆太郎の教具が紹介される以前は、ドイツなどで使われていた、数を「円」で表す「数図」が用いられていて、数を「正方形」で表したものはなかった。しかし、筆太郎の教具が発表されて以降は「5個1列」の数図や、筆太郎考案の「黒い背景」を取り入れた数図が現れた。しかし、これらの「数図」を用いた著書には典拠文献が一切書かれていなかった。また成城小学校の佐藤武(1864？-1961)は1919年に「鈴木氏の説のごときはなんら認識論的な立脚点を有していない」と批判したが、佐藤は欧米の数図に加えて、「筆太郎の別子教数器にの上に「円」を書いただけの教具」を紹介し、欧米の数図より優れていると書いた。それらの模倣教具には筆太郎の「十個一括」を直感できるものは一つもなかった。
その結果筆太郎が期待したほどには「筆太郎の研究成果を積極的に評価、模倣して広める人」はいなかった。
筆太郎の研究成果は、プライオリティを尊重しない教育研究者たちによって正しく継承されることなく忘れられていった。
筆太郎は1927年の著書でこれらの模倣について、特に円をならべた図に対しては「基数概念の形成というだけの事ならどちらでもよろしいが、加減の定理を知らせるという点にいたっては、かなり著しい優劣を生じ、さらに進んで十個一括という十進法の論理を如実に示すためには、ぜひとも5個1列の10個一団の形式であるべく、またそれが方形であることを必要とする」と批判している。1958年の水道方式のタイル提唱のときに遠山啓も「タイルが便利な点は切ったりつないだりが自由にできる点である。これが円で表すとだめなのです。円で表すとつなげることがどうしてもできません。タイルはつないだり切ったりが容易であるために、ばらばらに離れたものだけでなく、つながった量、つまり連続量を容易に表すことができます」と正方形タイルの有効性を述べている。

## 理論の評価
鈴木筆太郎が自身の研究前に行った1905年(明治38年)の高等小学校の95人の児童に対して四則計算の調査を行った結果では平均45点だった。3年後に筆太郎の授業プランで教えられた児童にも同じテストを行ったところ平均82点だった。さらに子ども達へのアンケートで「算術科が一番好き」と答える児童が一番多かった。筆太郎は1911年に『算術教授法に関する新研究』を出版して研究成果を公表した。。筆太郎はその後も実験授業を続け、その効果に自信を持った。1925年（大正14年）に60歳で退職すると、授業プランの普及に力を注ぎ、1927年（昭和2年）に『低学年算術新教法案』としてまとめた。鈴木筆太郎の授業プランで授業をした教師は「算術の時間になると、子どもは手を拍（う）って喜ぶ。子どもが算術を喜ぶことははじめて経験した」と感想を述べたという。
同時代の小学校長田籠松三郎も「骨牌」と呼ばれる正方形のタイル状の教具で数の概念やかけ算を教える方法を発案したが、筆太郎の教具の方が「十進位取り」をイメージさせるのに優れているという評価もある。